# Queenland (Maryland)
Queenland es un lugar designado por el censo ubicado en el condado de Prince George en el estado estadounidense de Maryland. En el Censo de 2010 tenía una población de 1.929 habitantes y una densidad poblacional de 152,93 personas por km².

## Geografía
Queenland se encuentra ubicado en las coordenadas 38°48′19″N 76°47′29″O / 38.80528, -76.79139. Según la Oficina del Censo de los Estados Unidos, Queenland tiene una superficie total de 12.61 km², de la cual 12.58 km² corresponden a tierra firme y (0.27%) 0.03 km² es agua.

## Demografía
Según el censo de 2010, había 1.929 personas residiendo en Queenland. La densidad de población era de 152,93 hab./km². De los 1.929 habitantes, Queenland estaba compuesto por el 18.14% blancos, el 77.35% eran afroamericanos, el 0.47% eran amerindios, el 0.73% eran asiáticos, el 0.26% eran isleños del Pacífico, el 0.73% eran de otras razas y el 2.33% pertenecían a dos o más razas. Del total de la población el 1.97% eran hispanos o latinos de cualquier raza.